# Façana al carrer Major, 64 (Tona)
La Façana al carrer Major, 64 és una obra noucentista de Tona (Osona) inclosa a l'Inventari del Patrimoni Arquitectònic de Catalunya.

## Descripció
Balcó que ocupa la part central on es creuarien les diagonals de la façana principal. Té una base de 20 cm feta amb pedra formant tres pisos que van disminuint en volum i forma una línia corba bombada a la part central. La barana de ferro forjat fa sis jocs iguals amb combinació de línies corbes i una de central més amples, on hi ha tres plaques, una amb la grafia s. v. a la part inferior, la data de 1931 a la superior i la del centre té un gerro com a motiu floral.

## Història
Aquest balcó representa una excepció, ja que trobem a Tona algunes edificacions i elements que tot i que no han estat classificats amb cap estil concret tenen com a denominador comú el bon fer i la simplicitat pròpia dels anys trenta del segle actual.